# Futbol'ny Klub Dnjapro Mahilëŭ (2019)
Il Futbol'ny Klub Dnjapro Mahilëŭ, (in bielorusso Футбольны Клуб Дняпро Магілёў?, meglio noto come Dnjapro Mahilëŭ, è stata una società calcistica bielorussa con sede nella città di Mahilëŭ. Nel suo unico anno di vita, ha militato in Vyšėjšaja Liha, la massima serie del campionato bielorusso di calcio.

## Storia
Il Dnjapro Mahilëŭ è stato fondato all'inizio del 2019 a seguito della fusione tra il "vecchio" Dnjapro Mahilëŭ e il Luč Minsk. La neonata società ha ereditato la licenza della Vyšėjšaja Liha del Luč Minsk, oltre alle sponsorizzazioni e la maggior parte della squadra, mantenendo solo pochi giocatori del Dnjapro. Dnjapro e Luč hanno continuato, a livello giovanile, a partecipare con squadre separate.
Dopo la retrocessione dalla Vyšėjšaja Liha 2019, il Dnjapro Mahilëŭ si è sciolto e la vecchia società è ripartita dalla Peršaja Liha.